# Gobiomorphus cotidianus
Gobiomorphus cotidianus — вид окунеподібних риб родини елеотрових (Eleotridae).

## Поширення
Ендемік Нової Зеландії. Трапляється на дні швидкоплинних водойм на всій території країни.

## Опис
Риба завдовжки до 15 см.

## Спосіб життя
Амфідромний вид. Трапляється і у прісних водоймах, і в морських узбережних водах. Живиться різними бентосними безхребетними.

## Розмноження
Нерест відбувається влітку. Самиця відкладає ікру кластерами по декілька сотень на поверхню твердих предметів (каміння, дерево тощо). Самець запліднює ікру та охороняє до вилуплення мальків. Мальки плавають біля поверхні води і живляться зоопланктоном. При досягненні 18 мм завдовжки мігрують до дна водойми. Статевозрілими стають через рік після народження.